# Georges Weiss
Pour les articles homonymes, voir Weiss.
Jules Adolphe Georges Weiss, né le 26 mai 1859 à Bischwiller (Bas-Rhin) et mort le 23 janvier 1931 à Strasbourg, est un médecin, ingénieur et physicien français. En 1919, il est l'organisateur et le premier doyen de la nouvelle faculté de médecine de Strasbourg suivant le retour de l'Alsace-Moselle à la France, après la Grande Guerre.

## Aperçu biographique

### Une jeunesse alsacienne puis lorraine
D'une famille originaire de La Petite-Pierre, il est fils de notaire. Il demeure à Strasbourg et assiste aux bombardements de la guerre franco-allemande de 1870 alors qu'il est âgé d'une dizaine d'années. Choisissant l'exil comme de très nombreux alsaciens, la famille s'installe à Nancy lors de l'annexion de l'Alsace-Moselle au Reich. Après une scolarité « médiocre », il y passe son baccalauréat en 1878 et fréquente le lycée Condorcet avant d'être reçu à l'École polytechnique en 1879. Il en sort dans un bon rang et intègre l'École des ponts et chaussées pour en sortir ingénieur du corps des ponts et chaussées, licencié ès sciences physiques en 1884. Il est d'abord affecté à la construction de la ligne ferroviaire de Montauban à Brive achevée en 1889.

### Les débuts parisiens d'une carrière scientifique prometteuse
Préparateur à la faculté de médecine de Paris, sa rencontre avec Charles-Marie Gariel est déterminante et le pousse à entreprendre des études de médecine à l'âge de 30 ans ! De façon exceptionnelle, menant de front deux voies d'études, il est docteur en médecine en 1889 et agrégé de physique médicale en 1890. Le 17 juillet de cette même année, il se marie à Louise Courtois de Viçose (1868-1954), fille d'un banquier protestant de Toulouse. Du point de vue de sa carrière scientifique débutante, il s'attache, pour commencer, à l'étude de l'électrophysiologie. Il est alors sous-directeur de l'Institut Marey depuis sa création en 1898, avant d'en être un des administrateurs. Il participe à l'Exposition universelle de 1900 occupant un poste de secrétaire pour cette manifestation internationale. Il tient cette même fonction de secrétaire à la Société française de physique en 1900, tout en étant membre titulaire (1896-1930), trésorier (1900-1908) puis vice-président (1909) de la Société de biologie,. Il est élu titulaire de la chaire de physique médicale à la faculté de médecine de Paris de 1911 à 1919. Jules Amar (1879-1935) y sera prépérateur sous sa direction. Il est l'un des principaux organisateurs du Congrès international d’Éducation Physique à Paris en 1913.

### La refondation de la faculté de médecine de Strasbourg dans l'immédiate après-guerre

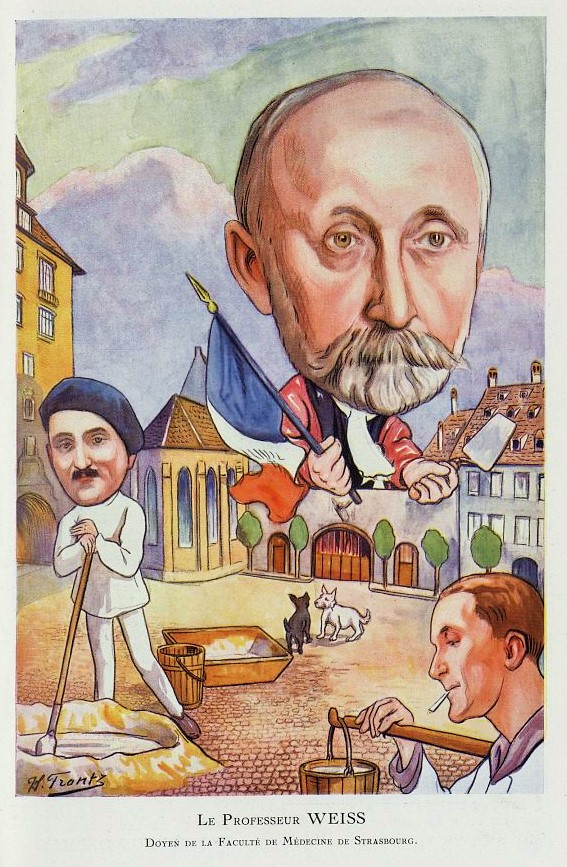
« Le Professeur Weiss. Doyen de la faculté de médecine de Strasbourg » [Caricature de Georges Weiss et de ses deux fils Henri et Alfred)] par Henri Frantz, in: Chanteclair, 1922,, 3

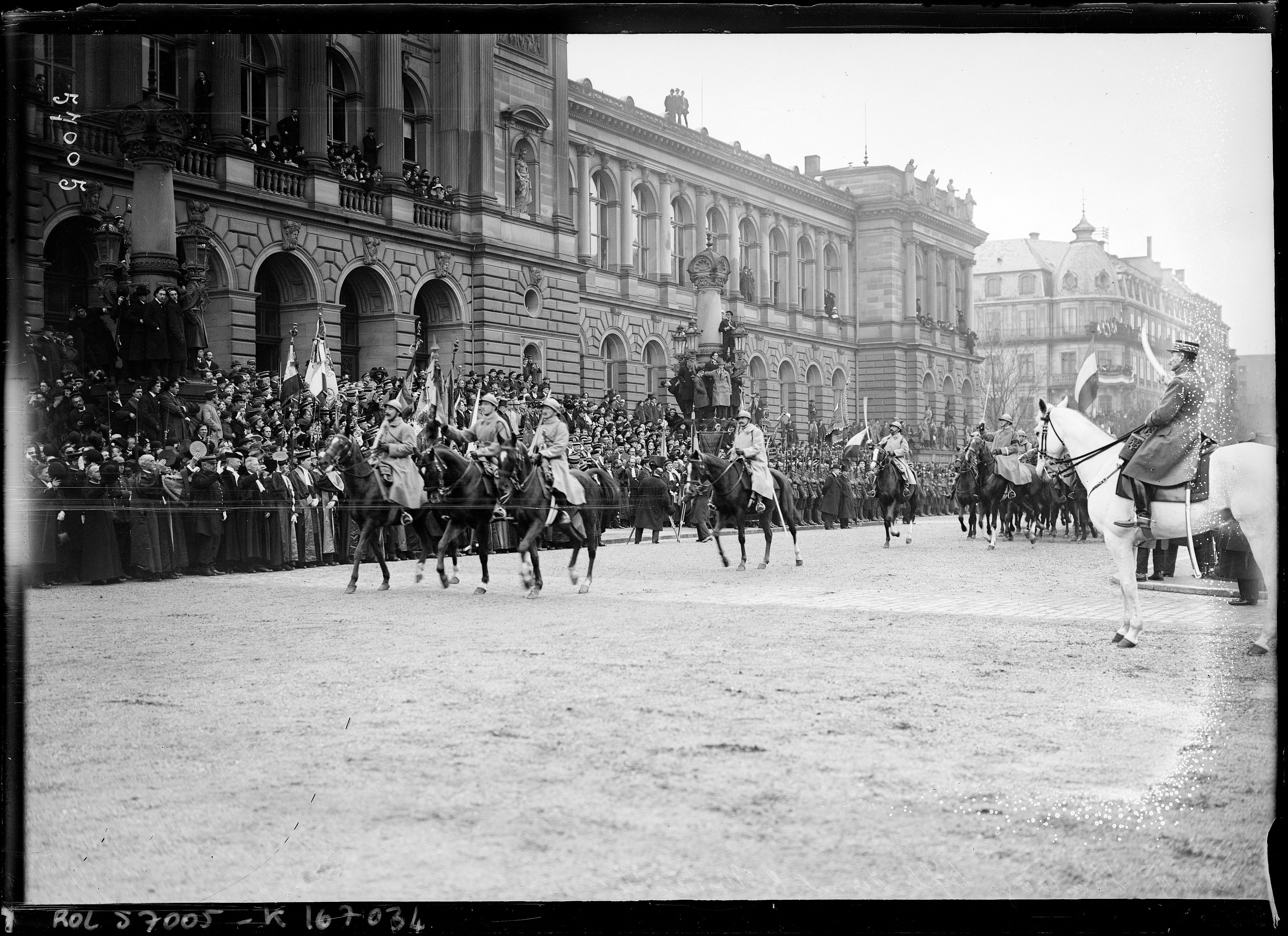
Défilé devant l'Université de Strasbourg le 22 novembre 1919, [photographie de presse: Agence Rol, négatif sur verre, 13 x 18 cm], Collection Bibliothèque nationale de France,.

En 1914, il s'engage volontairement à la Manufacture d'armes de Puteaux pour participer à l'élaboration du canon de 155 mm Filloux. Son fils aîné Édouard, étudiant en médecine et engagé volontaire, sous-lieutenant au 57e bataillon de chasseurs à pied, meurt à Arras le 23 octobre 1914.
Lors du retour à la paix, le président Raymond Poincaré, qui est natif de Lorraine, veille personnellement au renouveau de l'université revenue dans la giron national. Dès le 9 janvier 1919, il nomme Georges Weiss « administrateur provisoire » de la nouvelle faculté de médecine de Strasbourg sur la proposition du professeur Édouard Quénu qui a refusé le poste. Le but est de recréer une université nationale de premier plan. L'Assemblée nationale repousse l'idée d'une « faculté bilingue », exigeant un enseignement dans la seule langue française. Il préside alors à la refondation et à la réorganisation de la nouvelle institution : cela constituera la tâche majeure de sa vie. Il disposera de nombreux moyens et jouira d'une grande latitude pour mener à bien cette mission.
Parmi les rares candidats locaux, il recrute alors de prestigieux professeurs « Français de l'intérieur » et étrangers (pour un nombre de chaires volontairement réduit) comme Pautrier, Bouin (avec ses élèves Benoît, Courrier, Aron), Ancel, Masson, Borrel, Nicloux, Barré, Ambard, Chavigny, Duverger, Bellocq, Bard, Sencert et plus tard Fred Vlès, Leriche… La faculté bénéficie de dons privés des frères André et Édouard Michelin et surtout de John Davison Rockefeller. Le premier cours en français y sera donné le 13 janvier 1919 par le professeur Robert Debré, spécialement dépêché de Paris. Georges Weiss sera élu (après avoir été nommé) premier doyen de la faculté réorganisée pendant dix années, plus précisément du quinze octobre 1919 au premier octobre 1929, date de sa retraite. Durant ce long mandat, il mène sa mission couronnée de succès avec « fermeté » et de manière « paternaliste » (selon les mots du Pr Pautrier), attentif aux requêtes de chacun. De multiples laboratoires et instituts de la Faculté formeront des chercheurs et cliniciens de renom.
« Le 22 novembre 1918, les troupes françaises, conduites par le général Gouraud, faisaient leur entrée à Strasbourg. Enfant, je fus témoin de cet événement historique qui se déroula dans un enthousiasme indescriptible.

La renaissance de l'université française de Strasbourg fut un des premiers soucis du gouvernement. Raymond Poincaré, président de la République, était Lorrain et se préoccupa personnellement du renouveau et du rayonnement de l'Université dont Charléty fut le premier recteur. Le 22 novembre 1919, un an après la libération de la ville, Poincaré inaugura avec une grande solennité, au milieu d'un concours de professeurs français et étrangers, l'université de Strasbourg redevenue française. Elle comportait sept Facultés: lettres, sciences, droit, médecine, pharmacie et, particularité unique dans les Universités françaises, une Faculté de théologie catholique et une faculté de théologie protestante. La loi de séparation de l'Église et de l'État, votée en 1905, alors que l'Alsace-Lorraine était sous domination allemande, ne s'appliquait pas aux trois départements recouvrés qui vivent encore aujourd'hui sous le régime du Concordat.

Georges Weiss fut le premier doyen de la Faculté de médecine. Alsacien d'origine, ami personnel de Poincaré, il était professeur de physique médicale à la Faculté de Paris. Weiss eut la charge de recréer la Faculté de médecine française; il le fit avec autorité et clairvoyance; l'éclat que connut la faculté de Strasbourg entre les deux guerres doit beaucoup à Weiss. D'une part, il sut attirer et faire nommer à Strasbourg des patrons de grandes notoriété: Bard, venu de Genève, cardiologue de réputation internationale; Bouin et Ancel de Nancy, créateurs de l'endocrinologie; Borel, élève de Pasteur, à qui fut confié la chaire de bactériologie; Masson, un des grands maîtres de l'anatomie pathologique; Leriche, appelé de Lyon en 1924 comme professeur de clinique chirurgicale; d'autre part, il fit appel, avec un grand discernement, à de jeunes médecins encore inconnus, mais dont il pressentait à juste titre la valeur: c'est ainsi que furent nommés Barré en neurologie, Pautrier en dermatologie, Duverger en ophtalmologie, qui contribuèrent à illustrer l'école de Strasbourg; enfin, en politicien avisé, il comprit qu'il convenait de ne pas écarter les médecins alsaciens de cette Faculté renaissante; il fit nommer professeurs des praticiens alsaciens de notoriété régionale, Stolz en chirurgie, Pfersdorff en psychiatrie, Forster en anatomie. »
« En 1918, la Faculté de médecine redevient française. Le doyen Georges Weiss, doté de pouvoirs exceptionnels a toute liberté pour le recrutement des professeurs; il sait tirer parti des côtés favorables de l’université allemande en les combinant avec les avantages de l'université française. Le corps professoral qu'il réunit en 1919 est composé de maîtres réputés. Certains avaient été recrutés sur place parmi des maîtres alsaciens, auxquels le titulariat était inaccessible avant 1914. Ne rappelons ici que quelques noms qui ont dépassé la renommée locale: Forster (anatomie), Léon Blum (interniste de physiopathologiste), Pfersdorff (psychiatrie), Schickelé (gynécologue et obstétricien). Un nombre égal de maîtres viennent d'institutions françaises fort différentes. Sans vouloir faire de palmarès, nous ne pouvons, faute de place, citer que quelques noms illustres: Borrel, dernier élève direct de Pasteur et inventeur de la théorie virale du cancer; Masson, histopathologiste mondialement réputé; Nicloux, illustre biochimiste; Ambard, physiopathologiste dont une constante porte le nom en éponyme; Leriche, protagoniste de la pathologie tissulaire et de la chirurgie fonctionnelle; Pautrier, dermatologiste, créateur d'un foyer florissant d'enseignement dermatologique; Bouin et Ancel, venant de la Faculté de médecine de Nancy, dont les laboratoires à Strasbourg allaient devenir des centres mondialement réputés de l'endocrinologie sexuelle expérimentale et aussi une pépinière de biologistes qui allaient illustrer la recherche et l'enseignement à Strasbourg et à Paris et dont nous ne rappelons que certains nom: Max Aron, Courrier, Benoit, Étienne Wolff. Combien d'autres que nous aurions voulu citer avec des sentiments de fidèle reconnaissance ! »
À la fin de sa vie, partageant son temps entre sa propriété de Mittelbergheim et Strasbourg, Georges Weiss retrouve sa passion première dans un petit laboratoire de la faculté aménagé par Maurice Nicloux, pour des recherches sur les échanges gazeux chez les batraciens et les abeilles. Malade depuis le mois de septembre 1930, il meurt à Strasbourg le 23 janvier 1931. Il est enterré avec simplicité, selon ses dernières volontés, dans le cimetière de Barr.

## Travaux scientifiques

### Électrophysiologie
La « loi d'excitation électrique des nerfs » (ou loi fondamentale de l'électrostimulation) émise en 1901 porte le nom de loi de Weiss en son hommage. Grâce à un procédé très ingénieux, il constate qu'il existe une relation linéaire entre la quantité d’électricité nécessaire, au-delà d'un certain seuil, pour obtenir une stimulation neuromusculaire et la durée de la stimulation. Cette loi sera reprise et modifiée par Louis Lapicque.
| {\displaystyle Q=q+i\cdot t} |
| --- |
| - Q = quantité de courant pour atteindre le seuil de stimulation représentant la quantité de charge électrique. - q = coefficient déterminé expérimentalement dont la dimension est celle d’une quantité de charge électrique. - i = coefficient déterminé expérimentalement et dont la grandeur est celle d’un courant électrique (intensité). - t = la durée d’application du courant c'est-à-dire la durée d’impulsion. |

« Rendons hommage en passant au génie expérimental de Weiss, qui sans oscilloscope ni électronique, réussit à produire avec une extrême précision ces courants très brefs au moyen d'un circuit électrique ouvert et fermé par le passage d'une balle de fusil de vitesse connue au travers de papiers conducteurs placés à différentes distances les uns des autres. De ces expériences, Weiss trouva qu'il existe une relation linéaire entre la quantité de charge nécessaire pour atteindre le seuil de stimulation et la durée d'application du courant. »

#### Travail musculaire

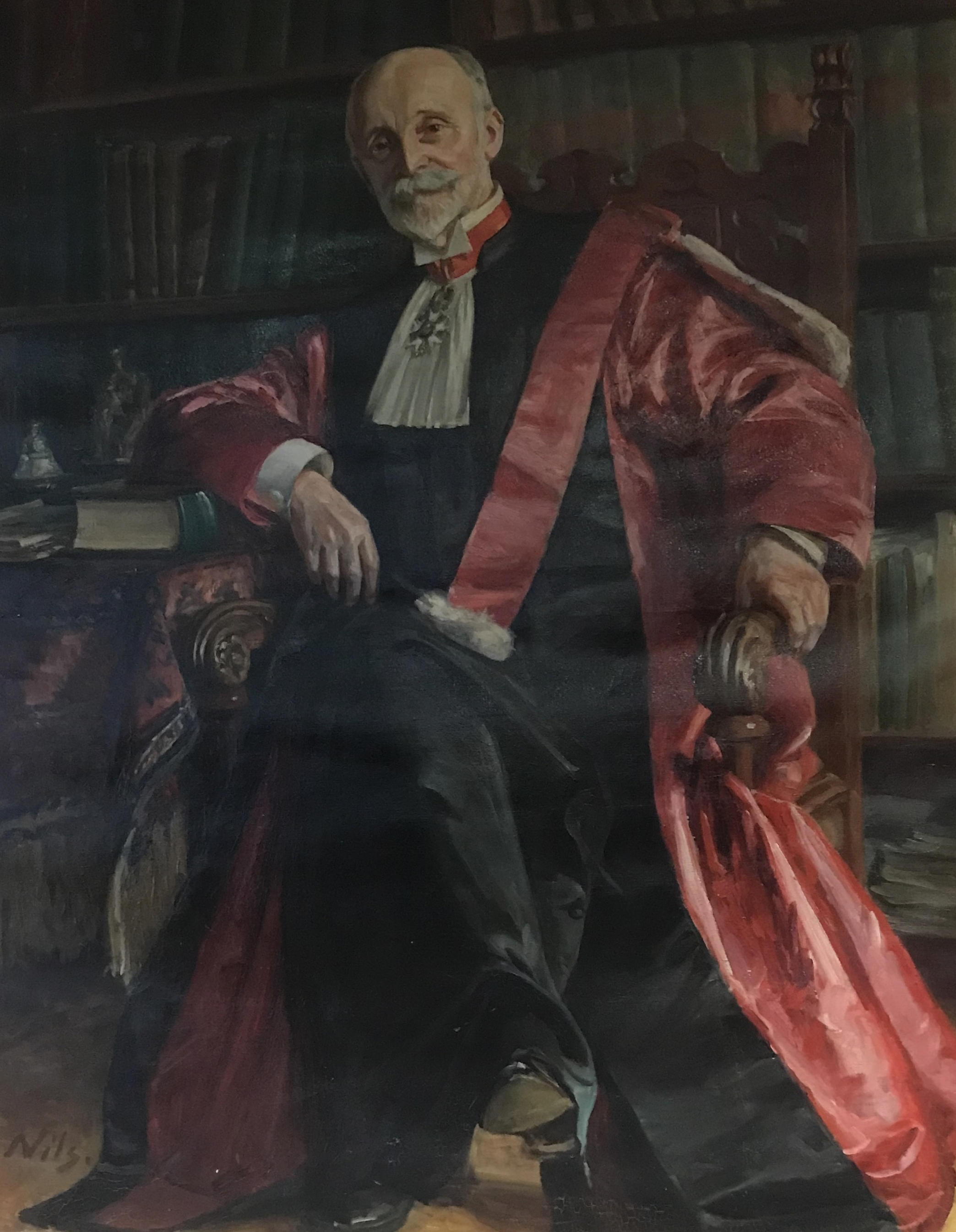
Le doyen Georges Weiss. Tableau de Nils Forsberg junior, Faculté de médecine de Strasbourg, salle des Actes.

## Hommages et distinctions
Il est élu membre titulaire de l'Académie nationale de médecine le 18 juin 1907; il en sera le secrétaire annuel de 1919 à 1911 et assure les fonctions de directeur du Bulletin de l'Académie nationale de médecine.
Il est fait commandeur de la Légion d'honneur le 23 novembre 1923.
Une toile figurant le doyen Weiss en tenue d'apparat universitaire, signée par le peintre suédois Nils Forsberg junior (1870-1961), est accrochée à la place d'honneur de la Salle des Actes de la Faculté de médecine de Strasbourg.

## Œuvres et publications

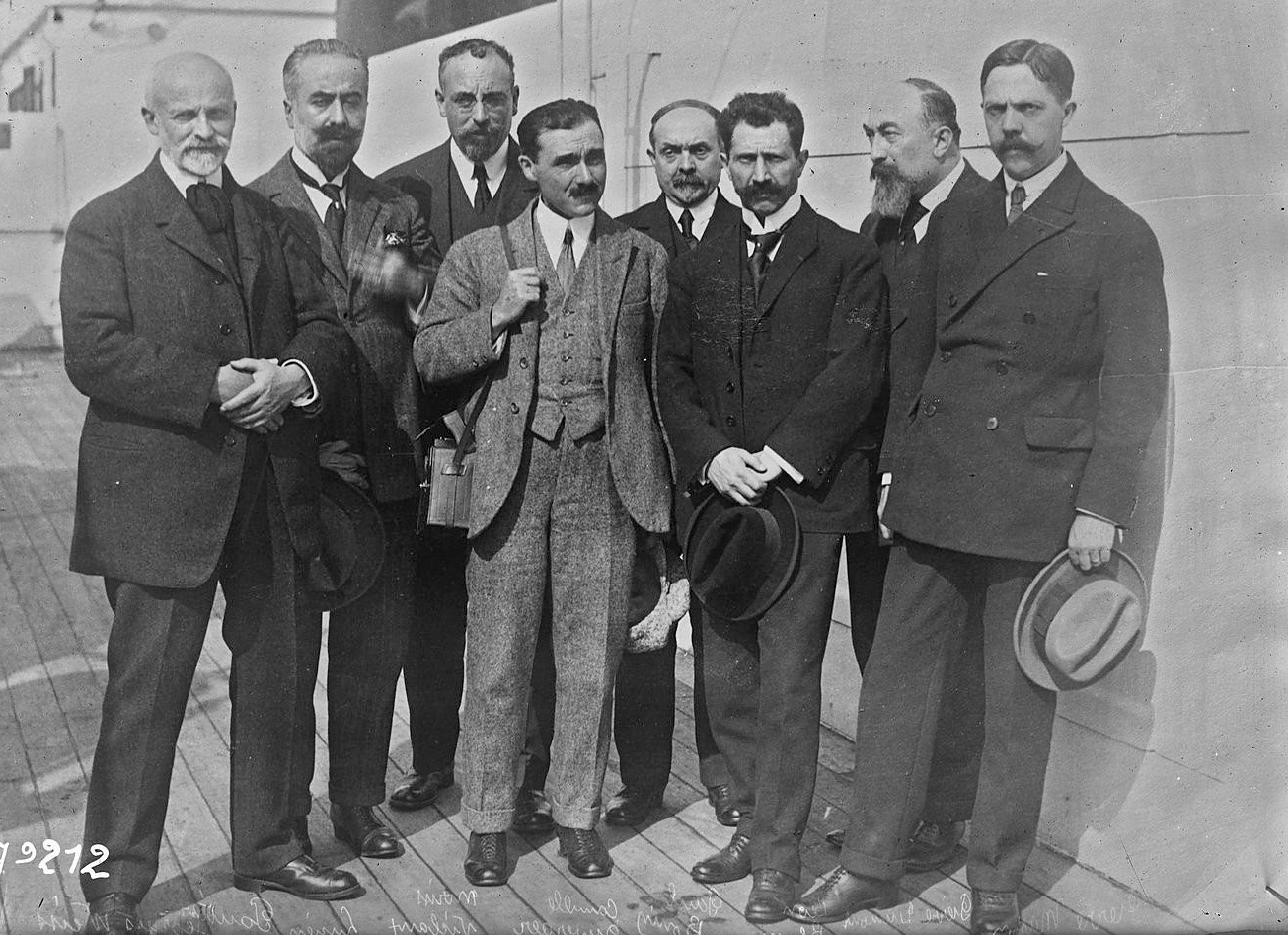
Mission d'étude aux États-Unis [concernant la fabrication de manière semi-industrielle de l'insuline d'origine extractive], avec, de gauche à droite : Georges Weiss, Lucien-Marie Pautrier, Maurice Nicloux, Camille Duverger, Pol Bouin, Léon Blum, Pierre Dumont et Pierre Masson. Collection de la Bibliothèque nationale de France

- Contribution à l'étude de l'électrophysiologie, [Thèse pour le doctorat en médecine présentée et soutenue le 13 mars 1889, faculté de médecine de Paris], F. Pichon (Paris), 1889, in-8°, 83 p., fig., lire en ligne sur Gallica.
- Du choix de la méthode à employer dans la mesure de la résistance des tissus organisés, [Gauthier Villars (Paris), 1889], un volume (3 p.), in-8°.
- Du Pouvoir séparateur de l'œil, F. Pichon (Paris), 1889, in-8°, 13 p., fig., lire en ligne sur Gallica.
- Technique d'électrophysiologie, [avant-propos de M. le professeur Gariel], Gauthier-Villars et fils (Paris), 1892, Texte intégral. Texte disponible en ligne sur LillOnum
- « La résistance électrique du corps humain », in: Archives d'électricité médicaleHamel (Bordeaux), 1893, p. 273-281, lire en ligne sur Gallica.
- « Sur la possibilité de rendre comparables entre eux les appareils servant à l'excitation électrique », in: Archives italiennes de biologie, 35-1 (1900): 413-445.
- « Sur l’aberration de sphéricité de l’œil  » [Note de M. Georges Weiss, présentée par M. A. Cornu, in: Comptes rendus hebdomadaires des séances de l’Académie des sciences, tome 134, 1902, p. 98-100, Texte intégral.
- « La Conductibilité et l'excitabilité des nerfs », in: J. de physiol. et de path. gén., 5 (1903): 238.
- Précis de physique biologique, Masson (Paris), 1905, 1 vol.  (VIII-526 p. et 32 p. de catalogue de l'éditeur) : fig. ; in-16, lire en ligne sur Gallica; édition de 1910 lire en ligne sur Gallica; édition de 1913 lire en ligne sur Gallica; édition de 1919 lire en ligne sur Gallica;
- Leçons d'ophtalmométrie, [cours de perfectionnement de l'Hôtel-Dieu, avec une préface de M. le professeur  Félix de  Lapersonne], Masson (Paris), 1906, 1 vol.  (VIII-224-32 p.) : ill. ; in-8°, lire en ligne sur Gallica.
- Notice sur les titres et travaux scientifiques de Georges Weiss, Masson et Cie (Paris), 1907, Texte intégral.
- Physiologie générale du travail musculaire et de la chaleur animale, Masson (Paris), 1909, in-8°, XII-267 p. et 32 p. de catalogue de l'éditeur, lire en ligne sur Gallica.
- « L'épreuve de titres du concours d'agrégation », in: La Presse Médicale, 26 mai 1909, no 42, p. 409-10, Texte intégral.
- Notice sur les titres et travaux scientifiques de Georges Weiss, Masson et Cie (Paris), 1911, Texte intégral.
- Leçon d'ouverture. Cours de physique médicale à la Faculté de Médecine de Paris : 17 novembre 1911, [s.n.], Paris, 1911, 1 vol.  (43 p.), in-8°.
- « Les recherches calorimétriques et la fixation de la ration alimentaire » in: Comptes rendus et communications du IIIe Congrès international de physiothérapie (20 mars-2 avril 1910), 1911, p. 1026-31, Masson (Paris), Texte intégral.
- « Les cérémonies scientifiques. Centenaire de Henri Victor Regnault (1818-1878) », in: Paris médical, [partie paramédicale], 1911, no 02, p. IX, Texte intégral.
- Sur les effets physiologiques des courants électriques, Gauthier-Villars (Paris), 1912, 86 p.
- Rapport sur la situation de l'éducation physique dans les établissements d'enseignement secondaire en France, [Congrès international de l'éducation physique, 17-20 mars 1913, Paris], Chaix (Paris), 1913, p. 109-52, Texte intégral.
- Discours prononcé à la distribution des prix le 13 juillet 1914 au Lycée Janson-de-Sailly, Malun : [s.n.], 1914, 9 p. ; in-8°.
- Lettre aux médecins de France, Masson (Paris), 1921.
- « Rapport sur la visite aux États-Unis », 1-21 octobre 1922, in: Journal officiel de la République française. Lois et décrets, 1.1/500/9/89.
- La Médecine et les médecins, [discours d'usage prononcé par le professeur Georges Weiss, à la séance solennelle de rentrée des facultés de l'université de Strasbourg le 22 novembre 1924], Société des amis de l'Université (Strasbourg), 1924.
- Opinions étrangères sur la médecine et la formation du praticien, [Extrait de "La Presse médicale", no 46, 8 juin 1927], Masson (Paris), 1927, in-8°, 20 p.
- L'Alsace : problèmes actuels, Les Presses universitaires de France (Paris), [1929].
- Sur les échanges gazeux des Rana tempoaria dans l'air et dans l'hydrogène, [s. l.], [s.n.] , [1930].
- Sur les échanges gazeuse des abeilles, [S. l.] , [s.n.] , [1930].
- Sur certaines conditions de mort et de survie chez les abeilles et chez d'autres insectes en captivité, 3 p., [s. l.], [s.n.], [1930].
- Appareil pour la détermination des échanges gazeux chez les petits animaux, [s. l.], [s. n.], [1930].

### Contributions et édition scientifique
- Traité de physique biologique, [publié sous la direction de MM. d'Arsonval, Chauveau, Gariel, Marey, secrétaire de la rédaction : M. Weiss], Masson (Paris), 1901-1903, deux volumes ; in-8° :

1. Tome premier, lire en ligne sur Gallica : « Des erreurs dans les mesures », « Principes généraux de mécanique », « Architecture des muscles », « Principes généraux de méthode graphique », « La contraction musculaire », « Principes généraux d'hydrostatique et d'hydrodynamique ».
2. Tome deuxième, lire en ligne sur Gallica, « Principes généraux d'optique géométrique », « Constitution des radiations », « Images entoptiques ».

### Collaboration
- avec André Strohl, La conductibilité électrique du corps humain, Masson et Cie, 1925.

### Préfaces
- Dr Henri Spindler, Les Amétropies et leur correction par les lunettes [avec préface de M. le Dr G. Weiss], Masson et Cie (Paris), [1908].
- L. de Sévy, Saut d'obstacles et galop de course : étude cinématographique, [3e édition, préface de M. le Dr Weiss], Legoupy (Paris), Chapelot (Paris), 1920, un volume (248 p.) : fig. ; in-8°, lire en ligne sur Gallica.
- E. Liek, Les méfaits des assurances sociales en Allemagne et les moyens d'y remédier, [Traduction française par Raoul et Edgar Lantzenberg, préface de M. le professeur Georges Weiss], Payot (Paris), 1929.
- Fred Vlès, Précis de chimie-physique à l'usage des étudiants en médecine, [avec préface de G. Weiss], , Vigot (Paris), 1929, 1 vol.  (VII-414 p.) : ill. ; 20 cm.

## Bibliographie

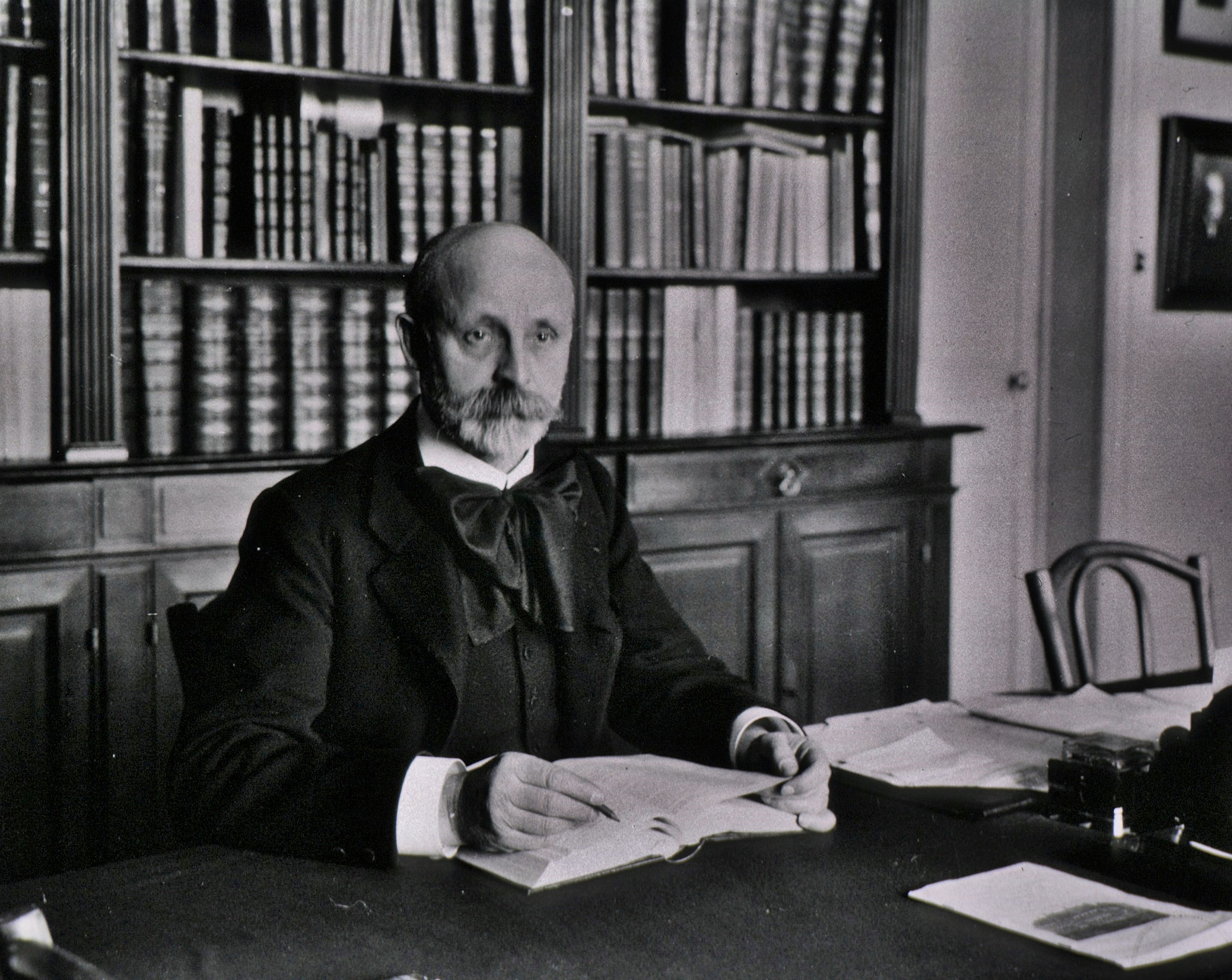
Le doyen Georges Weiss

### Anonymes
- « Nouvelles. Le Dr  G. Weiss a été élu professeur de physique médicale à la Faculté de médecine de Paris », in: Paris médical, 1911, no 04, XXIII, [partie paramédicale], Texte intégral.
- « Le Professeur Weiss. Doyen de la Faculté de médecine de Strasbourg », in: Chanteclair, 1922, 17e année, p. 7, Texte intégral.
- Portraits de professeurs de la faculté de médecine de Strasbourg : Louis Bard (1857-1930) ; Georges Weiss (1859-1931) ; Amédée Borrel (1867-1936) ; Pol Bouin (1870-…)[La faculté dans sa ville Strasbourg], Document graphique,  éd. Sandoz, 1972.
- « Georges Weiss : 1859-1931 », in: Les Échos de Bischwiller, [journal municipal], 2000.
- « Hommage à deux Bischwillerois : Eugène Lambling et Georges Weiss », in: Les Échos de Bischwiller, [journal municipal], 2000.